# ربکا ریگ
ربکا ریگ (انگلیسی: Rebecca Rigg؛ زادهٔ ۳۱ دسامبر ۱۹۶۷) یک هنرپیشه اهل استرالیا است. وی از سال ۱۹۷۷ میلادی تاکنون مشغول فعالیت بوده‌است.
از فیلم‌های معروف او می‌توان به بازی در فیلم اسپاتسوود و الی پارکر اشاره کرد.